# Xã Erie, Quận Cass, Bắc Dakota
Xã Erie (tiếng Anh: Erie Township) là một xã thuộc quận Cass, tiểu bang Bắc Dakota, Hoa Kỳ. Năm 2010, dân số của xã này là 109 người.